# Safflorsläktet
Safflorsläktet (Carthamus) är ett släkte av korgblommiga växter. Safflorsläktet ingår i familjen korgblommiga växter.

## Bildgalleri

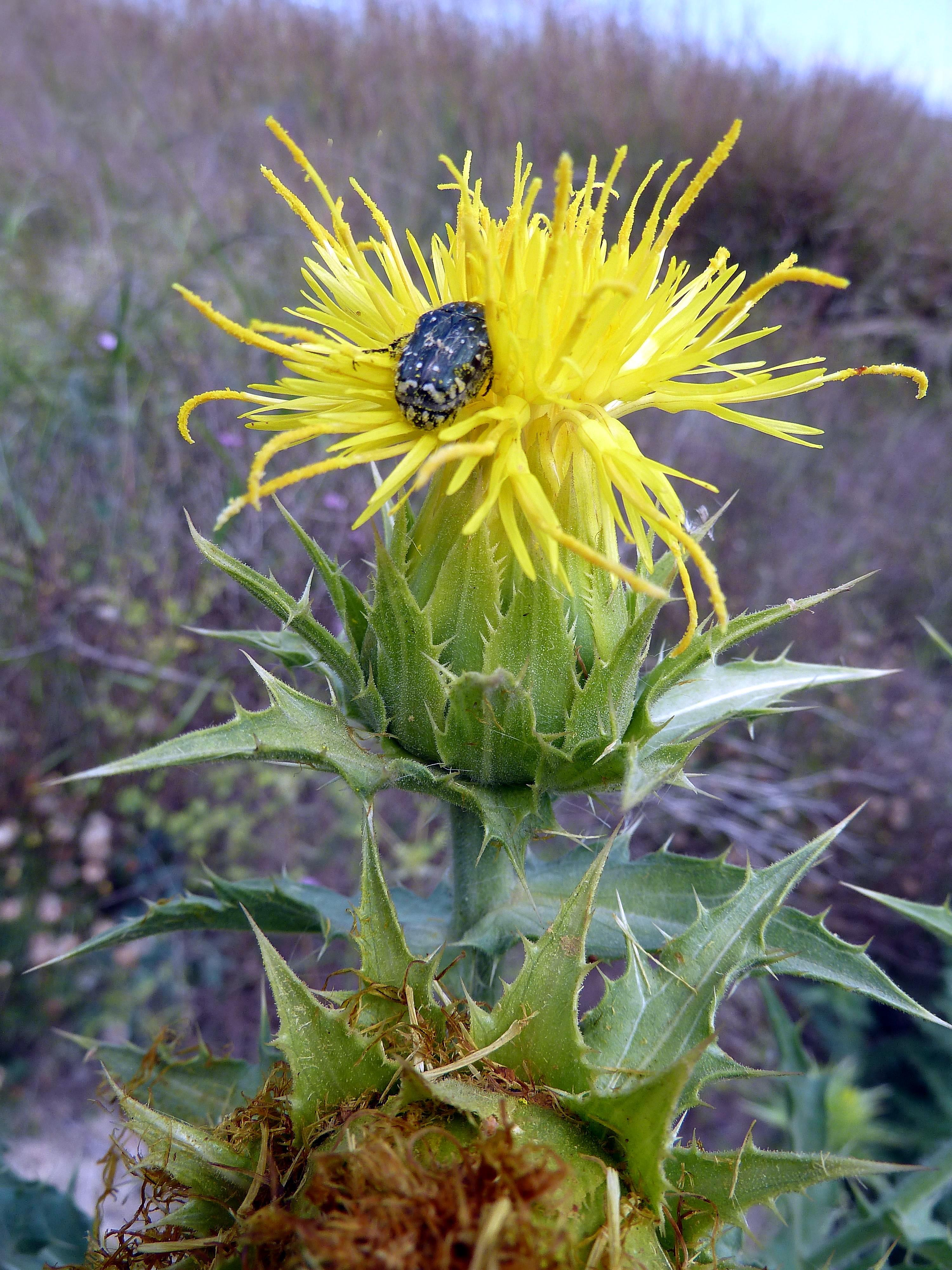
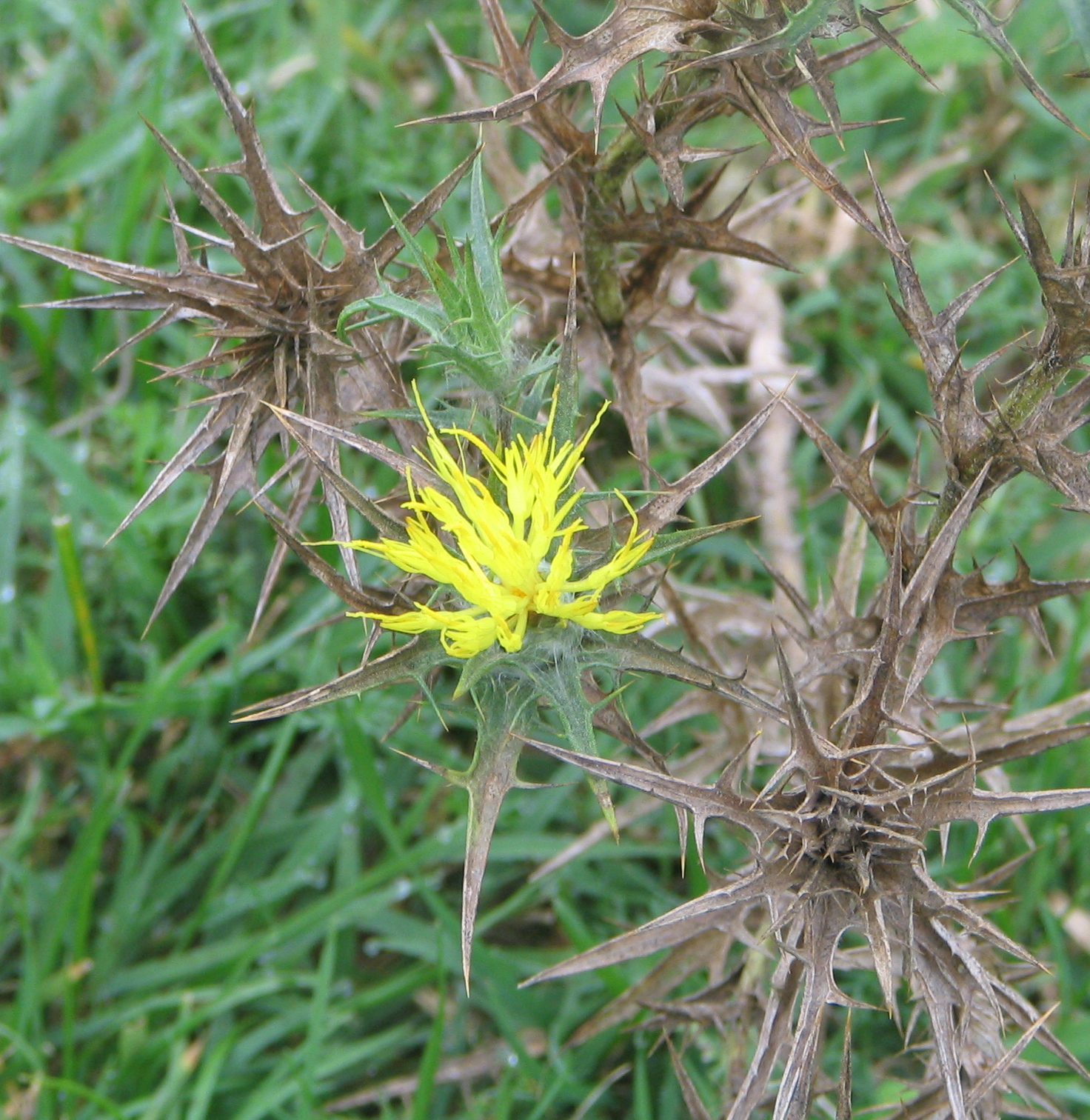
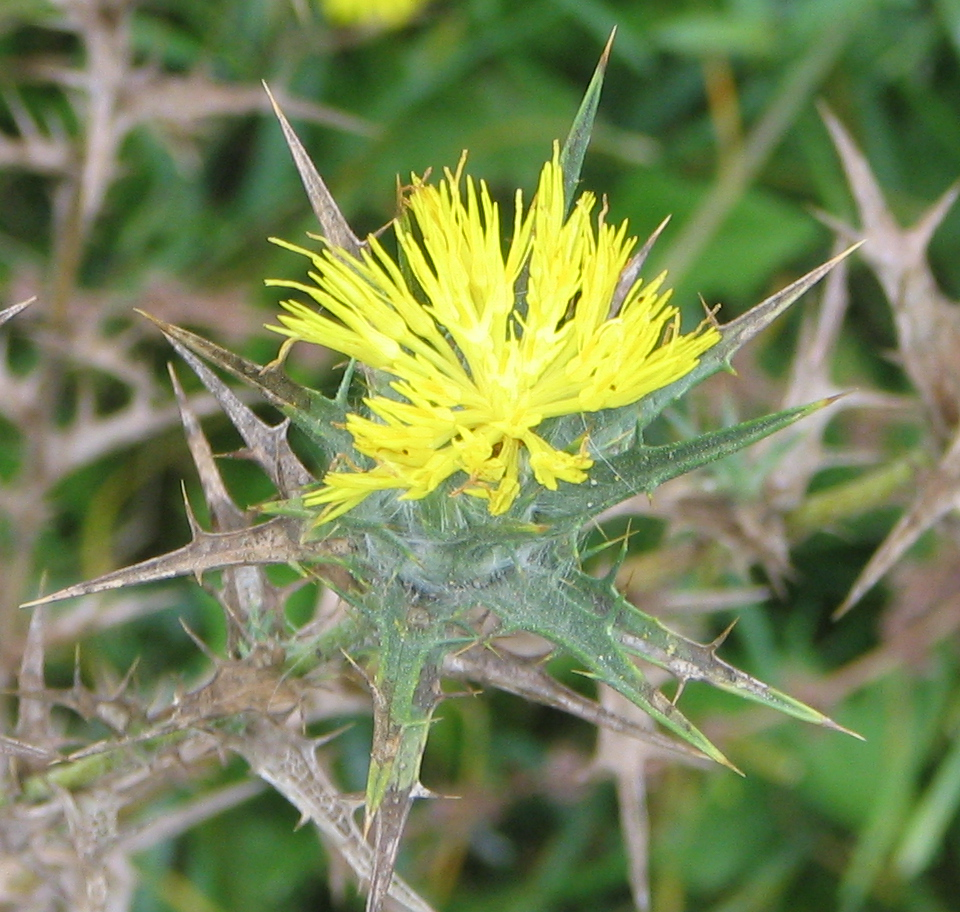
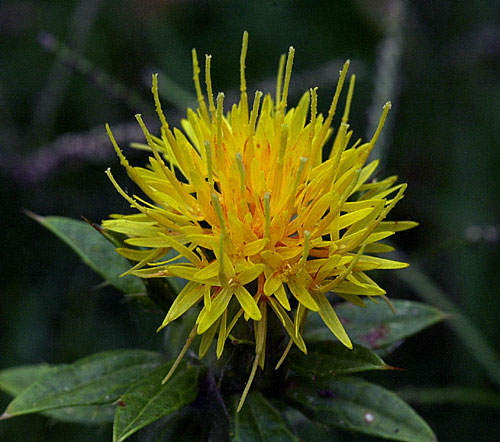
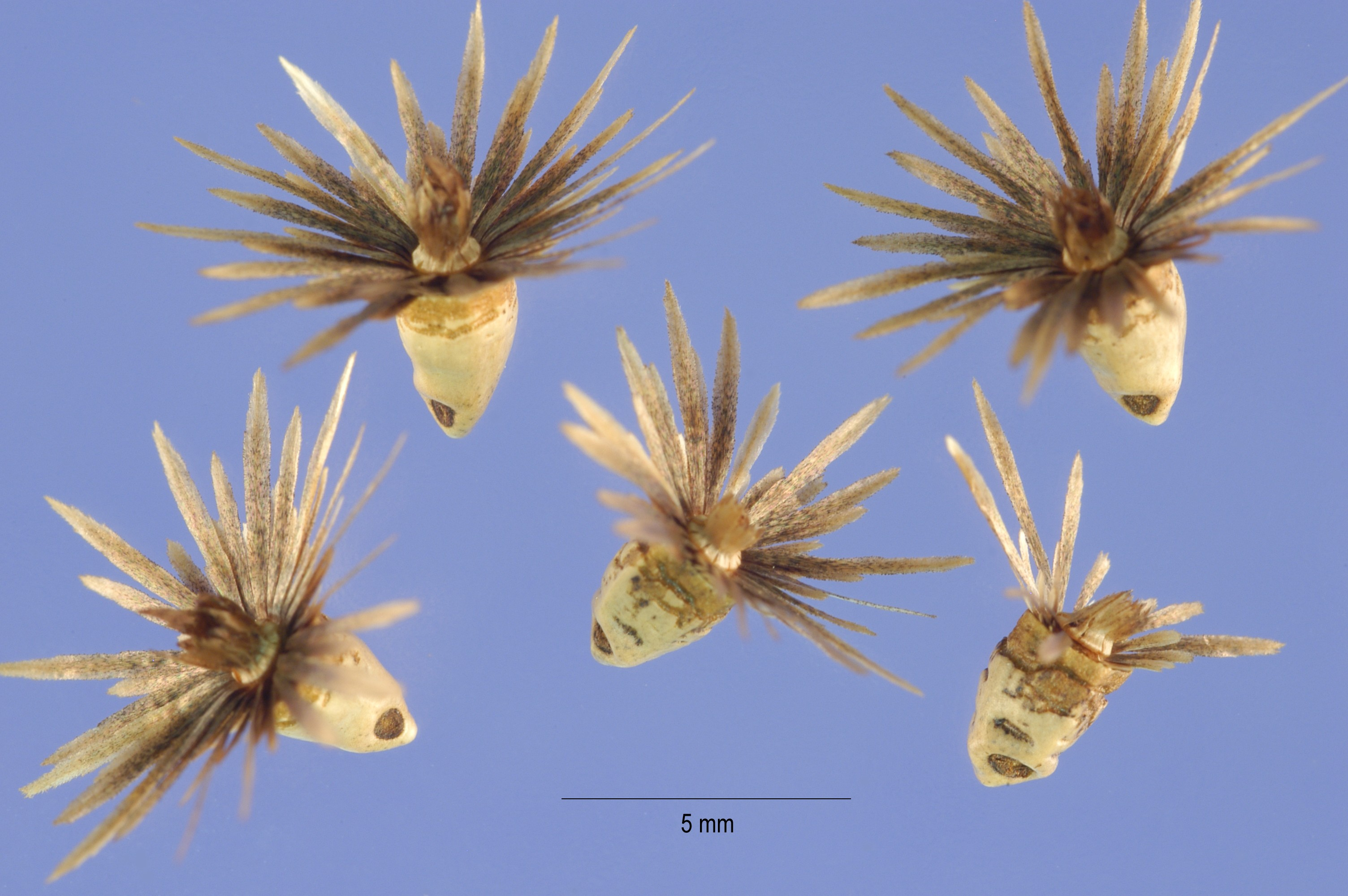
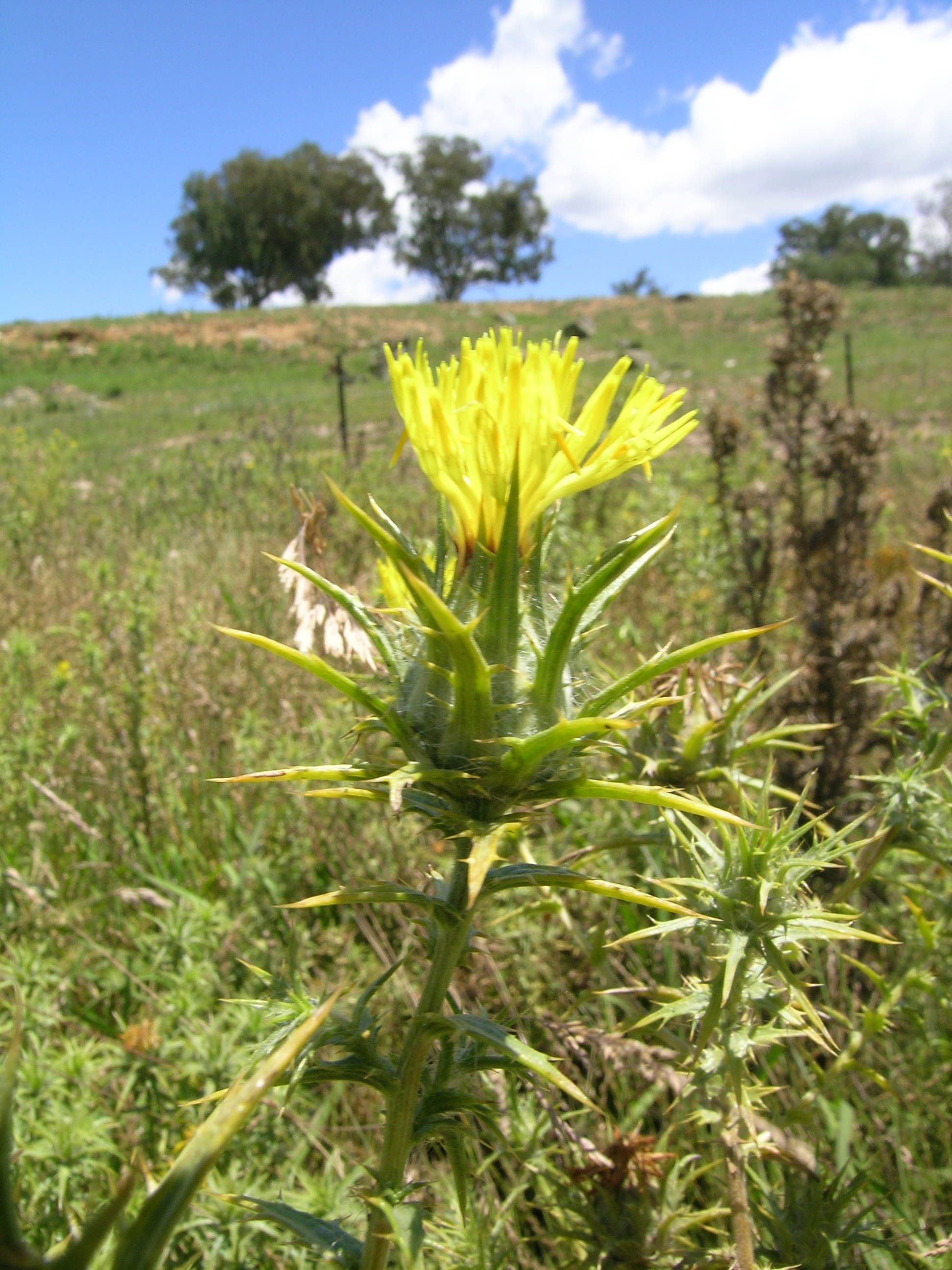

## Dottertaxa till Safflorsläktet, i alfabetisk ordning[1]
- Carthamus arborescens
- Carthamus atractyloides
- Carthamus balearicus
- Carthamus boissieri
- Carthamus caeruleus
- Carthamus calvus
- Carthamus carduncellus
- Carthamus carthamoides
- Carthamus catrouxii
- Carthamus cespitosus
- Carthamus chouletteanus
- Carthamus creticus
- Carthamus curdicus
- Carthamus dentatus
- Carthamus dianius
- Carthamus duvauxii
- Carthamus eriocephalus
- Carthamus flavescens
- Carthamus fruticosus
- Carthamus glaucus
- Carthamus gypsicola
- Carthamus helenioides
- Carthamus hispanicus
- Carthamus ilicifolius
- Carthamus lanatus
- Carthamus leucocaulos
- Carthamus lucens
- Carthamus mareoticus
- Carthamus matritensis
- Carthamus mitissimus
- Carthamus multifidus
- Carthamus nitidus
- Carthamus oxyacantha
- Carthamus pectinatus
- Carthamus persicus
- Carthamus pinnatus
- Carthamus plumosus
- Carthamus pomelianus
- Carthamus reboudianus
- Carthamus rechingeri
- Carthamus rhaponticoides
- Carthamus riphaeus
- Carthamus strictus
- Carthamus tamamschjanae
- Carthamus tenuis
- Carthamus tinctorius
- Carthamus turkestanicus